# Hwang Kyo-ahn
Hwang Kyo-ahn (en hangul: 황교안); (Seúl, Corea del Sur, 15 de abril de 1957) es un político surcoreano, presidente de Corea del Sur del 9 de diciembre de 2016 al 10 de mayo de 2017 y primer ministro de Corea del Sur del 18 de junio de 2015 al 11 de mayo de 2017. 

## Biografía
Tras finalizar sus estudios primarios y secundarios, se licenció en Derecho por la Universidad Sungkyunkwan. Estuvo trabajando como fiscal en 1981. En 1983, estudió teología en el Seminario Teológico Bautista Capital y se diplomó.  Llegando a trabajar en numerosos tribunales de diversas ciudades del país, en ministerios e incluso trabajó en el Servicio de Inteligencia Nacional de Corea del Sur. Tras el último, en 1995 ostentó el cargo de Secretario de Justicia de Corea. 
Años más tarde decidió entrar en el mundo de la política haciéndose miembro del Partido Saenuri (más conocido como Partido de las Nuevas Fronteras Saenuri Dang) en el cual tras la llegada al poder de la presidenta Park Geun-hye, pasó a ser diputado de la Asamblea Nacional de Corea del Sur y entró como un importante miembro del gabinete presidencial, llegando a ser elegido el día 11 de marzo de 2013 como ministro de Justicia.
Actualmente tras la salida del primer ministro Lee Wan-koo y Chung Hong-won como interino, al ser confirmado mediante votación por la Asamblea Nacional, la presidenta Park Geun-hye lo nombró el día 18 de junio de 2015 como nuevo Primer ministro de Corea del Sur.
Como consecuencia de la aprobación del juicio de destitución de la presidenta Park Geun-hye, fue el presidente en funciones desde el 10 de marzo hasta el 10 de mayo de 2017, cuando el liberal Moon Jae-in fue elegido Presidente de la República de Corea para el período 2017-2022.

## Destitución de Park Geun-hye

Gráfica de popularidad de la presidenta Park Geun-hye. La aprobación cayó en picado tras el escándalo Choi Soon-sil.

Park Geun-hye fue destituida de la presidencia de Corea del Sur por su presunta implicación en un escándalo de corrupción y tráfico de influencias, revelado en octubre de 2016.
Diversos medios de comunicación desvelaron que una mujer de 60 años llamada Choi Soon-sil, sin cargo gubernamental, se había aprovechado de su estrecha amistad con Park Geun-hye para influir en miembros del ejecutivo, desviar 65 millones de euros a sus organizaciones e impulsar la carrera profesional de hípica de su hija. Park conocía a esa mujer porque era la hija de Choi Tae-min, uno de los asesores del gobierno de Park Chung-hee, y que veló por ella tras el asesinato de su padre. La trama implicaba también a importantes empresarios como Lee Jae-yong, presidente de Samsung.
Además de abrir una investigación, la justicia surcoreana ordenó entrar por primera vez a la Casa Azul para recabar pruebas. La primera reacción de Park fue pedir disculpas y proponer a un nuevo primer ministro, Kim Byong-joon, de tendencia progresista. Sin embargo, las peticiones de dimisión no cesaron y desde entonces se produjeron manifestaciones multitudinarias en Seúl contra la mandataria.  La «crisis Choi Soon-sil» redujo al mínimo sus niveles de popularidad, de tan solo un 9,2% en octubre y menos del 5% en noviembre.
La fiscalía de Corea del Sur acusó formalmente a Park de presunta complicidad con Choi Soon-sil en su trama de desfalco. Después de que casi todos los parlamentarios del Partido Saenuri le exigieran la dimisión, la presidenta puso el cargo a disposición de la Asamblea Nacional.
El 9 de diciembre, el parlamento aprobó su proceso de destitución por una amplia mayoría de 234 votos a favor sobre 300 escaños. Las funciones presidenciales fueron asumidas de forma interina por el primer ministro Hwang Kyo-ahn. Meses después, el 10 de marzo de 2017, el Tribunal Constitucional aprobó con el voto favorable de todos los jueces la destitución de Park. La sentencia obliga al país a celebrar elecciones presidenciales en un plazo de 60 días.

## Ministerio
Es un evangelista cristiano bautista de una Iglesia Bautista en Seúl, afiliada a la Convención Bautista de Corea. 